# Cardenales de Puebla
Los Cardenales de Puebla fue un equipo que participó en la Liga Mexicana de Béisbol con sede en Puebla, Puebla, México.

## Historia
Los Cardenales  participaron durante una temporada en la Liga Mexicana de Béisbol, debutaron para la campaña de 1932 donde terminaron en último lugar con 5 ganados y 31 perdidos, a 24 juegos del primer lugar. El siguiente año el equipo desapareció siendo esta la única ocasión en que apareció este equipo.